# Авенида Ривадавия
Проспект (авенида) Ривадавия (исп. Avenida Rivadavia) — самая длинная улица города Буэнос-Айрес, Аргентина. Выходит за пределы города в Большой Буэнос-Айрес.

## Особенности
Названа в честь Бернардино Ривадавия (1780—1845) политика, который был первым президентом Аргентины или президентом Соединенных Провинций Рио-де-ла-Плата, между 8 февраля 1826 и 9 августа 1827.
В 1935—1988 годах Авенида Ривадавия уходящая за пределы города Буэнос-Айрес был частью национальной автодороги Ruta Nacional 7. Только в городе Буэнос-Айрес, проспект имеет 106 светофоров, по нему идут 83 автобусных маршрута. 11 из 16 станций метро на линии А, линия D имеет станцию на пересечении проспекта с Авенида Роке Саэнс Пенья; в районе Бальванера расположена станция метро линии H.
Обычно проспект известен как граница между севером и югом города Буэнос-Айрес.

## Описание
Авенида Ривадавия начинается с площади Мая, в историческом центре города Буэнос-Айрес и заканчивается в Морено, провинции Буэнос-Айрес.

### Улица Ривадавия
Начало улицы находится в историческом центре города Буэнос-Айрес, с северо-западной оконечности дворца Каса Росада, проходит вдоль края исторической площади Мая, мимо штаб-квартиры Национального банка и Кафедрального собора.
После первых 1000 метров, заполненных большими офисными зданиями центра Буэнос-Айреса и известной пешеходной зоны города, до номера 600 по Ривадавия до угла с улицей Флорида.
Улица параллельна Авенида де Майо, занята большими зданий, у которых есть входы с обеих улиц, застроена важными деловыми зданиями и жилыми домами, построенными в конце девятнадцатого и начале двадцатого веков, такими как огромное внушительное La Prensa (Дом культуры), Муниципальный дворец и Palacio Vera, в архитектурном стиле ар нуво. Есть также некоторые современные здания: Torre La Buenos Aires и Torre Pérez Companc. По адресу Ривадавия 800 расположено Plaza Roberto Arlt и Radio Continental. Недалеко находится Кафе Тортони, построенное в 1880 году.
Продолжая своё путешествие на запад, Ривадавия является границей между районами Монсеррат и Сан-Николас, до улицы Авенида Нуэве-де-Хулио (на углу с улицей Карлос Пеллегрини находится здание построенное по проекту архитектора Arturo Dubourg, здесь в течение многих лет находился Ferretería Francesa, теперь Северный супермаркет). В доме под номером 1115 расположена штаб-квартира Confederación General Económica (общей экономической конфедерации) (КГВК), основанной Хосе Бер Гелбардом в 1953 году, и в доме под номером 1264 является находится кафе Los 36 Billares (есть выход на Авенида де Майо).

### Авенида Ривадавия
Пересекая улицу Парана, рядом с Площадью Конгресса, в этом углу находится Teatro Liceo (Ривадавия 1495), нынешнее название существующего старейшего театра в Буэнос-Айресе. На противоположной стороне работает Консульство Перу в Буэнос-Айресе, на первом этаже, которое было построено на месте бывшей аптеки Звезда (La Estrella). В здании под номером 1635 находится кинотеатр Гомон (Cine Gaumont), с 2003 года.
В 200 метрах дальше находится Дворец Национального конгресса Аргентины на пересечении с проспектом Авенидой Кальяо / Авенида Энтре-Риос. Также на этом перекрестке стоит здание кафе Эль Молино (по проекту архитектора Франческо Джианотти 1917) и ресторан Plaza del Carmen. Напротив Дворца Конгресса в 1984 году построено Edificio Anexo de la Cámara de Diputados, проект здания разработан в 1966 году.
С этой точки под Авенида Ривадавия проходит туннель метро. Здесь также можно увидеть некоторые впечатляющие жилые здания, построенные в начале XX века. С 1916 года проспект Ривадавия привлекал внимание фигурами атлантов, расположенных на фасаде одного из этих зданий, работы архитектора Марио Паланти (также автор Паласио Бароло). На углу с улицей Аякучо виден стеклянный купол здания каталонского модерна, работы талантливого каталонца Антонио Гауди похожего на железного дракона из Парка Гуэлья (Инженер Эдуардо Родригес Ортега, 1907). Через несколько метров вперед, в той же части улицы, ещё один шедевр инженера Родригес Ортега: Casa de los Lirios, один из величайших примеров нового «ботанического» стиля в городе.

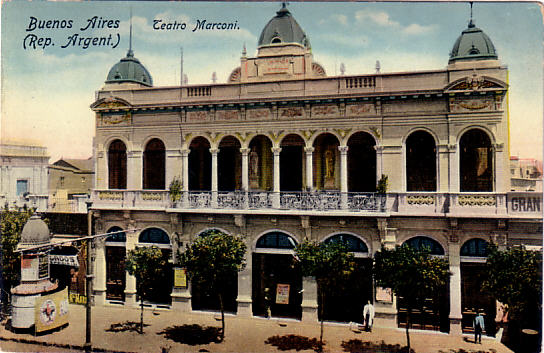
Театр Маркони 1903—1967

На углу с улицей Ринкон расположено восстановленное в 2007 году легендарное кафе Café de los Angelitos которое сгорело в 1992 году, далее следует огромный пустырь, который существует здесь с 1953 года: на этом месте был дом Casa del Pueblo Socialista (Ривадавия 2150), который сожгли в 1953 году боевики-перонисты. На углу с улицей Урибуру стоят два внушительных и старых жилых здания с куполами, по адресу 2250.
От улицы Пастера начинается коммуна Онсе, которая названа в честь одноимённого железнодорожного вокзала, где расположены многочисленные магазины одежды, тканей и продуктов. По адресу Ривадавия 2314 в 1903—1967 годы существовал Театр Маркони. Между улицами Azcuénaga и Larrea улицах Коломбо расположен Pasaje Colombo, а на следующем углу стоит здание, где находится филиал Banco Ciudad de Buenos Aires и офис AFIP (Administración Federal de Ingresos Públicos). На углу с улицей Сааведра размещена штаб-квартира Министерства национального образования и под № 2774 находится жилой дом, построенный для нового итальянского банка в 1928 году.
Пласа Мисерере является одним из самых важных транспортных узлов города. На площади находится мавзолей Бернардино Ривадавия созданный скульптором Рохелио Урутиа. Недалеко от площади расположены станция железной дороги Ferrocarril Domingo Faustino Sarmiento, станция метро линии A Пласа Мисерере, и остановки десятков автобусных маршрутов, идущих в различные части города и столичной области. От площади идут проспекты Авенида Хухуй и Авенида Пуэйрредон. На углу с улицей Авенида Хухуй находится легендарный бар La Perla del Once, где прошёл рок-концерт La balsa в 1967 году.
Следующие два квартала от Пласа Мисерере застроены зданиями Банка аргентинской нации и Банка провинции Буэнос-Айрес, супермаркета Кото и Pasage Torres, ветхого и аварийного жилья. На углу с улицей Жана Жореса расположен отель Гарай, ещё один замечательный пример стиля модерн в Буэнос-Айресе, разработанный инженером Icilio Chiocci, построен в 1909 году. На противоположной стороне стоят однотипные дома построенные в начале XX века, состояние которых ухудшается. В этом квартале находится Casa de los Pavos Reales («Дом Павлины») (Ривадавия 3216) и следующее современное здание, недалеко от станции метро Онсе в нём расположен автомобильный клуб Argentino, а далее здание из бетона в виде спиральной рампы на углу с улицей Агуэро.

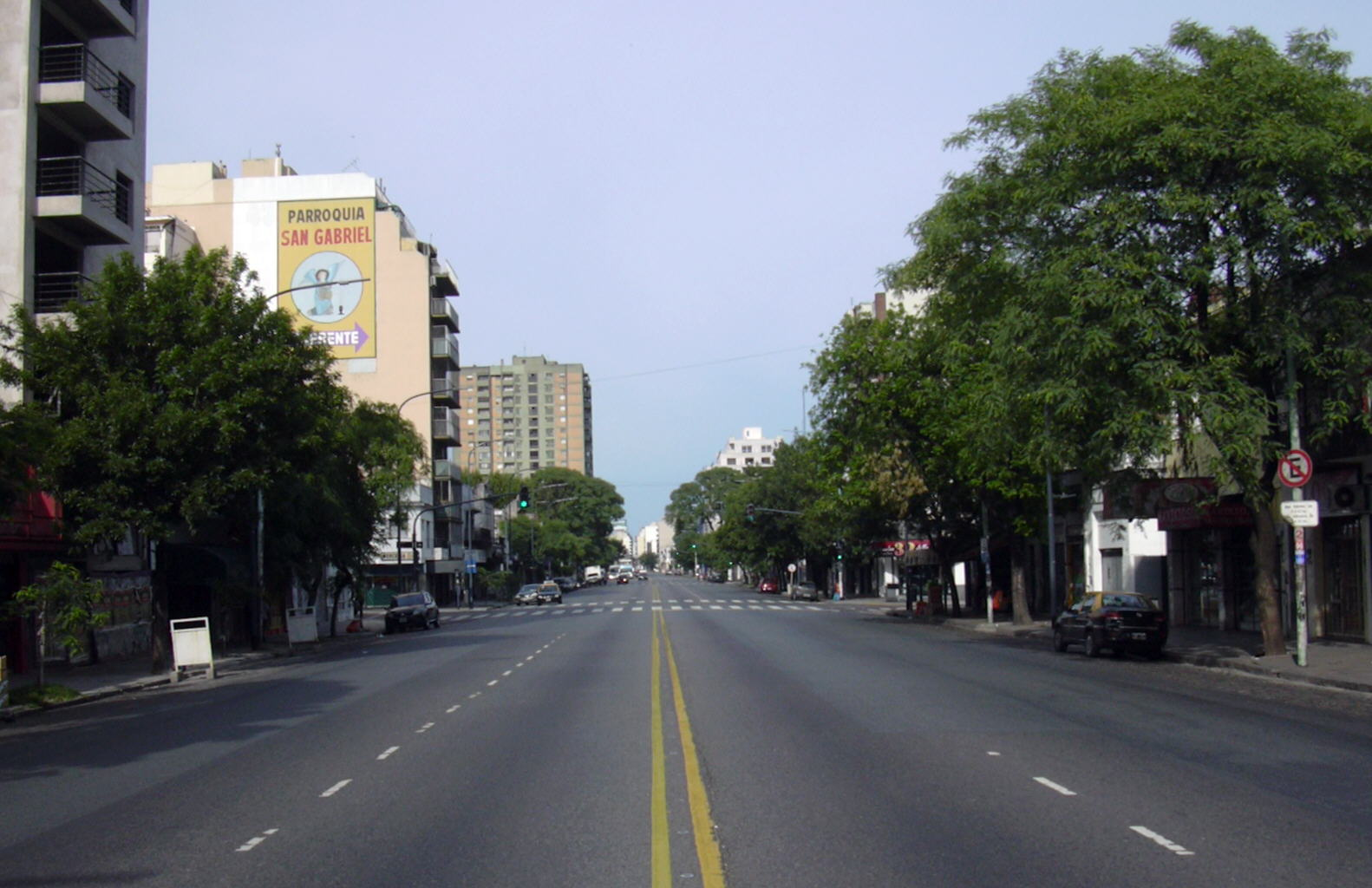
Вид с востока Авенида Ривадавия 9550 недалеко от перекрестка с улицей Лопе де Вега (район Вилья Луро)

Далее проспект Авенида Ривадавия пересекает в продольном направлении район Альмагро. Здесь расположены высотные жилые здания и традиционная кондитерская кафе «Фиалки» на углу с проспектом Авенида Медрано. Отсюда, Авенида Ривадавия снова входит в квартал с жильём большей стоимости и здесь предпочитают жить горожане со средним и высоким доходом.
Войдя в район Кабальито, проспект теряется среди высотных жилых зданий второй половины XX века и крупных торговых центров. Проходит мимо элегантного Парка Ривадавия, перед которым расположен приход Богоматери Caacupé (parroquia Nuestra Señora de Caacupé), кинотеатра в Village Caballito, здания Edificio Nicolás Repetto где находится кооператив El Hogar Obrero (здесь расположен Caballito Shopping Center), Mercado del Progreso и площадь Первой Хунты, а кроме того крупный транспортный узел. После пересечения с улицей Эмилио Митра проспект имеет двухстороннее движение, пересекая улицу Росарио поворачивает на восток.
Войдя в район Флорес, по обе стороны проспекта находятся бары и ночные клубы, недалеко от пересечения с Авенида Наска. На пересечении с Авенида Карабобо находятся многие филиалы разных банков, которые образуют финансовый центр города, который достигает площади Пуэйрредон (известная как Plaza Flores), напротив от базилики Сан-Хосе-де-Флорес (Basílica de San José de Flores). На углу с улицей Кульпина Цветы расположено современное здание банка Banco Ciudad de Buenos Aires (архитекторы Manteola / Санчес Гомес / Сантос / Сольсона / Виньоли), а на углу с улицей Хосе Марти, ещё одно здание автомобильного клуба Argentino (архитектор Washington Sequeira, 1967).

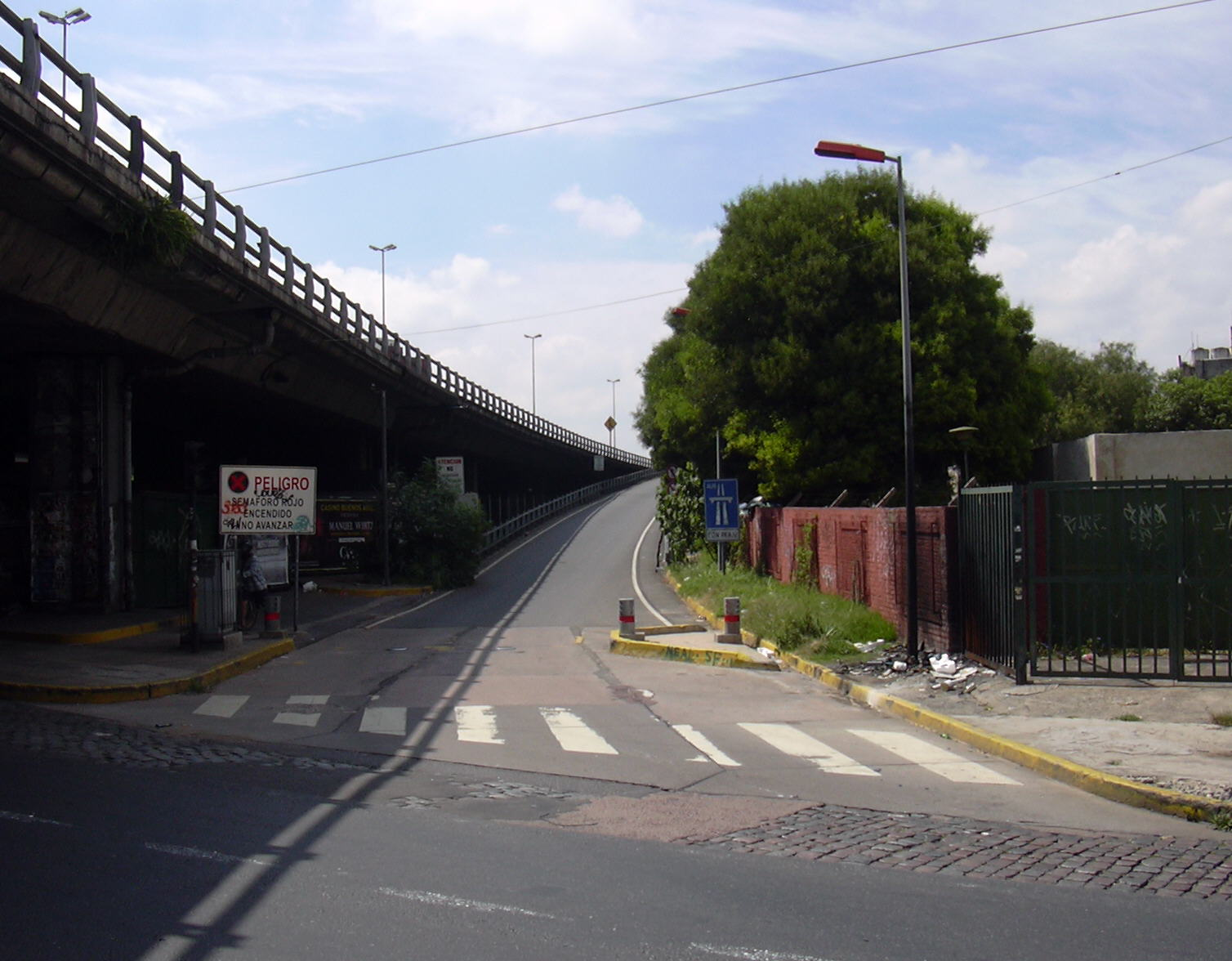
Вид с севера на шоссе Перито-Морено от Авенида Ривадавия (район Вилья Луро)

В квартале между районами Флореста и Вилья Луро, преобладают средние и низкие здания. На углу с улицей Pergamino, в старом здании работает Cine Teatro Fénix funciona la discoteca Retro.
После пересечения шоссе Перито Морено, Авенида идёт далее на восток. Здесь находится большое здание El Hogar Obrero, которое осталось незавершенным и было достроено только в 1996 году муниципальной жилищной комиссией.
Небольшой торговый центр в районе Вилья Луро появился на углу с Авенида Лопе де Вега, под номером 9800.
В соседнем здании расположен железнодорожный вокзал в районе Линьерс, с несколькими банками и офисами различных предприятий всех отраслей промышленности. От станции Liniers железной дороги Ferrocarril Domingo Faustino Sarmiento проспект идёт параллельно железнодорожным путям. Это делает сложным переезд на шоссе Авенида Хенераль Пас учитывая невозможность пандусов через железнодорожные пути.

## Провинция Буэнос-Айрес
После муниципалитета Ciudadela дорога проходит всего в 100 метрах от еврейского кладбища Cementerio Israelita de Liniers.
Далее дорога проходит через муниципалитеты Ramos Mejía y Villa Sarmiento где земля застроена многоэтажными жилыми домами, а также расположены многочисленные бары.
Потом Ривадавия пересекает муниципалитет Haedo, следует дороге вдоль старых железнодорожных мастерских.
Прибыв в муниципалитет Morón следуя только на запад, пересекая центр, и внезапно заканчиваясь у Club Deportivo Morón. Именно оттуда, она идёт в качестве простой улицы и в муниципалитете Кастелар; граничащего с железнодорожными путями на северной стороне, а затем возвращается на юг, чтобы затеряться снова в железнодорожных мастерских. Вот и конец улицы, под названием Авенида Ривадавия. Через несколько метров вперед, проспект Авенида продолжается под названием Avenida Zeballos.
Начинаясь с муниципалитета Ituzaingó, дорога носит имя Avenida Presidente Nestor Kirchner. Заходя в город Сан-Антонио-де-Падуя сохраняет свои цифры, но принимает официальное название Avenida Presidente Perón, через некоторое время, название сменяется на Ривадавия. Заключительный этап проходит в муниципалитете Merlo, где после прохождения через центр, дорога берёт направление на север параллельно железнодорожным путям, заканчиваясь на мосту через реку Реконкиста, где проходит дорога, под названием Avenida Bartolomé Mitre и нумерация начинается с 0.

## Нумерация

### в городе Буэнос-Айрес
| Район                                                           | Номера                                                      |
| --------------------------------------------------------------- | ----------------------------------------------------------- |
| Монсеррат (чётная нумерация) — Сан-Николас (нечётная нумерация) | 200 — 1.799                                                 |
| Бальванера                                                      | 1.800 — 3.399                                               |
| Альмагро                                                        | 3.400 — 4.499, номера с 4.500 до 4.599 (нечётная нумерация) |
| Кабальито                                                       | 4.600 — 6.199, номера с 4.500 до 4.598 (чётная нумерация)   |
| Флорес                                                          | 6.200 — 7.699                                               |
| Флореста                                                        | 7.700 — 8.399                                               |
| Велес Сарсфилд                                                  | 8.400 — 9.199                                               |
| Вилья-Луро                                                      | 9.200 — 10.399                                              |
| Линьерс                                                         | 10.400 — 11.749                                             |

### Провинция Буэнос-Айрес
Административное деление провинции Буэнос-Айрес
| Муниципалитет        | Номера          |
| -------------------- | --------------- |
| Ciudadela            | 11.801 — 12.900 |
| Ramos Mejía          | 12.901 — 15.200 |
| Haedo                | 15.201 — 17.993 |
| Morón                | 17.301 — 18.600 |
| Castelar             | 19.201 — 21.300 |
| Ituzaingó            | 21.301 — 23.500 |
| San Antonio de Padua | 23.501 — 24.800 |
| Merlo                | 24.801 — 27.500 |

В городе Ituzaingó улица Авенида Ривадавия меняет название на Авенида Нестор Киршнер.
В муниципалитете Merlo (городах San Antonio de Padua и Merlo) Авенида Ривадавия меняет название на Авенида Хуан Доминго Перон с сохранением нумерации.